# Digitaria distans
Digitaria distans är en gräsart som först beskrevs av Mary Agnes Chase, och fick sitt nu gällande namn av Merritt Lyndon Fernald. Digitaria distans ingår i släktet fingerhirser, och familjen gräs. Inga underarter finns listade i Catalogue of Life.